# I Need Romance 3
I Need Romance 3 (hangul: 로맨스가 필요해 3; rr: Romaenseuga Pilyohae 3) é uma telenovela sul-coreana, estrelada por Kim So-yeon e Sung Joon. Composta por 16 episódio, foi ao ar na tvN entre 13 de janeiro e 4 de março de 2014 todas as segundas e terças-feiras às 22:00.
A série segue o padrão da franquia de comédia romântica da tvN, I Need Romance e I Need Romance 2012, que foram bastante populares. Assim como suas antecessoras, a série trata de maneira realista as amizades, os rivais de trabalho e a vida amorosa de três mulheres de 30 anos que trabalham em uma companhia de canal de compras para casa.

## Elenco
- Kim So-yeon como Shin Joo-yeon[2][3][4]

- Sung Joon como Joo Wan[5][6]

- Namgoong Min como Kang Tae-yoon[7]

- Wang Ji-won como Oh Se-ryung

- Park Hyo-joo como Lee Min-jung

- Yoon Seung-ah como Jung Hee-jae

- Park Yu-hwan como Lee Woo-young[8][9]

- Yoo Ha-jun como Ahn Min-seok [10]

- Jung Woo-shik como Han Ji-seung

- Im Soo-hyun como Assistente de Se-ryung

- Alex Chu como PD Lee Jung-ho, namorado de Joo-yeon (cameo, ep 1-3)

- John Park como 1º ex-namorado de Joo-yeon (cameo, ep 1-2)

- Joo Sang-wook como 2º ex-namorado de Joo-yeon (cameo, ep 1)

- Jung Myung-hoon como 3º ex-namorado de Joo-yeon (ep 1)

- Kim Ji-seok como dono de cachorro (cameo, ep 3)

- Park Seung-gun como sócio de Joo-yeon e Se-ryung (ep 5)

- Han Hye-yeon como ela mesma (ep 10)

- Jang Min-young como ele mesmo (ep 10)

- Kim Na-young como designer fashion (ep 11)